# Periodo natalizio

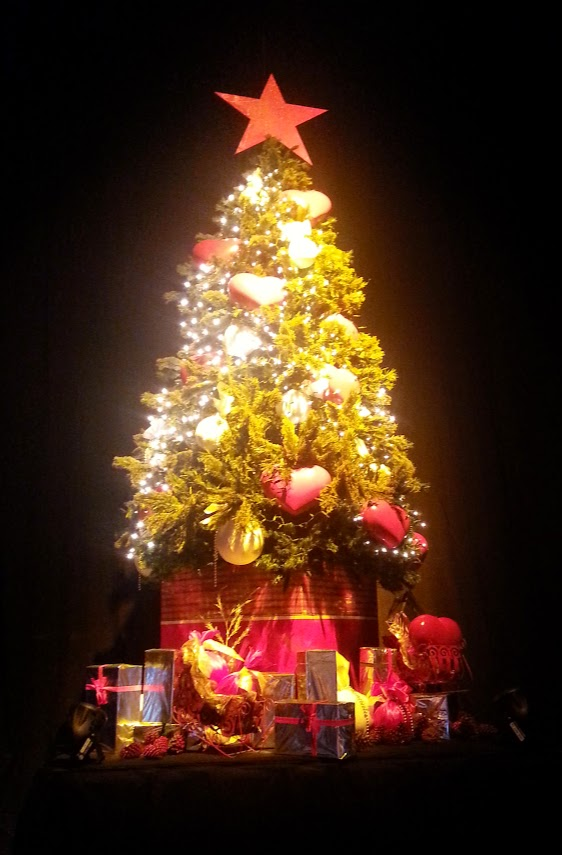
Un albero di Natale con regali sottostanti.

Il periodo natalizio o stagione natalizia è il periodo incentrato sulle feste di Natale in gran parte del mondo occidentale, che dura dalla fine di novembre all'inizio di gennaio. Include l'Avvento, il Natale, il Capodanno e l'Epifania. 
Le feste e le riunioni si svolgono prevalentemente nell'ambito della famiglia e delle amicizie, ma prevalgono le tradizioni natalizie che non variano molto da una casa all'altra. Il periodo natalizio è anche associato a una stagione di saldi per il settore della vendita al dettaglio. Le vetrine natalizie, l'illuminazione degli alberi di Natale e le luci natalizie in luoghi pubblici compongono questo scenario festivo.
Il periodo natalizio comprende:
- Avvento
- Festa di san Nicola (6 dicembre)
- Festa di Sant'Ambrogio (7 dicembre)
- Festa dell'Immacolata Concezione (8 dicembre)
- Festa di santa Lucia (13 dicembre)
- Novena di Natale (16-24 dicembre)
- Vigilia di Natale (24 dicembre)
- Natale (25 dicembre)
- Giorno di Santo Stefano/Boxing Day (26 dicembre)
- Dodici Giorni di Natale (25 dicembre - 6 gennaio)
- Capodanno (1º gennaio)
- Epifania (6 gennaio)
- Battesimo di Gesù (la domenica successiva all'Epifania)[1]
- Candelora (2 febbraio)[2][3]

## Altre informazioni
È anche associato a un periodo di acquisti che comprende un'alta stagione per il settore del commercio al dettaglio (la "stagione dello shopping natalizio (o festivo)") e un periodo di saldi alla fine della stagione (i "saldi di gennaio"). Le vetrine natalizie e le cerimonie di illuminazione dell'albero di Natale quando vengono illuminati alberi decorati con ornamenti e luci a tema sono tradizioni in molte aree.
Nella cristianità occidentale, il periodo natalizio è sinonimo di tempo di Natale, che va dal 25 dicembre (giorno di Natale) al 6 gennaio (dodicesima notte o giorno dell'Epifania), popolarmente noto come i Dodici Giorni di Natale, o nella Chiesa cattolica, fino al battesimo del Signore, un periodo natalizio che può durare più o meno di dodici giorni.
Man mano che l'impatto economico che coinvolgeva l'anticipo del giorno di Natale cresceva in America e in Europa nel XIX e XX secolo, il termine "Tempo di Natale" iniziò invece a diventare sinonimo di stagione d'Avvento liturgico cristiano, il periodo osservato nel cristianesimo occidentale dalla quarta domenica prima del giorno di Natale fino alla vigilia di Natale. Il termine "Calendario dell'avvento" continua ad essere ampiamente conosciuto nel gergo occidentale come un termine che si riferisce a un conto alla rovescia per il giorno di Natale dall'inizio di dicembre, sebbene nella vendita al dettaglio il conto alla rovescia per il Natale inizi di solito alla fine dell'estate e all'inizio di settembre.